# Grand Prix Wielkiej Brytanii 1995

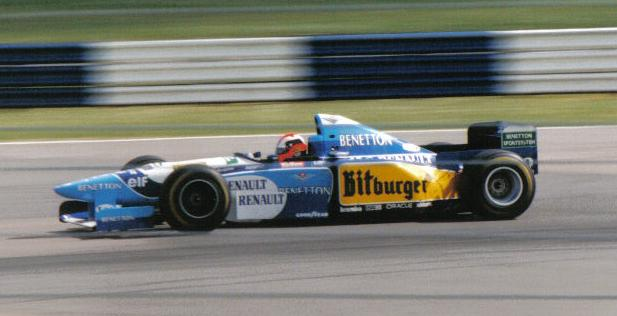
Johnny Herbert podczas Grand Prix Wielkiej Brytanii 1995

Grand Prix Wielkiej Brytanii 1995 (oryg. RAC British Grand Prix) – ósma runda Mistrzostw Świata Formuły 1 w sezonie 1995, która odbyła się 14 lipca - 16 lipca 1995, po raz 31. na torze Silverstone.
48. Grand Prix Wielkiej Brytanii, 46. zaliczane do Mistrzostw Świata Formuły 1.

## Wyniki

### Kwalifikacje
| P  | Nr | Kierowca                 | Konstruktor(-silnik) | Opony | Czas     | Odstęp   | Strata   |
| -- | -- | ------------------------ | -------------------- | ----- | -------- | -------- | -------- |
| 1  | 5  | Damon Hill               | Williams-Renault     | G     | 1:28.124 | -        | -        |
| 2  | 1  | Michael Schumacher       | Benetton-Renault     | G     | 1:28.397 | 0:00.273 | 0:00.273 |
| 3  | 6  | David Coulthard          | Williams-Renault     | G     | 1:28.947 | 0:00.550 | 0:00.823 |
| 4  | 28 | Gerhard Berger           | Ferrari              | G     | 1:29.657 | 0:00.710 | 0:01.533 |
| 5  | 2  | Johnny Herbert           | Benetton-Renault     | G     | 1:29.867 | 0:00.210 | 0:01.743 |
| 6  | 27 | Jean Alesi               | Ferrari              | G     | 1:29.874 | 0:00.007 | 0:01.750 |
| 7  | 15 | Eddie Irvine             | Jordan-Peugeot       | G     | 1:30.083 | 0:00.209 | 0:01.959 |
| 8  | 8  | Mika Häkkinen            | McLaren-Mercedes     | G     | 1:30.140 | 0:00.057 | 0:02.016 |
| 9  | 14 | Rubens Barrichello       | Jordan-Peugeot       | G     | 1:30.354 | 0:00.214 | 0:02.230 |
| 10 | 7  | Mark Blundell            | McLaren-Mercedes     | G     | 1:30.453 | 0:00.099 | 0:02.329 |
| 11 | 25 | Martin Brundle           | Ligier-Mugen-Honda   | G     | 1:30.946 | 0:00.493 | 0:02.822 |
| 12 | 30 | Heinz-Harald Frentzen    | Sauber-Ford          | G     | 1:31.602 | 0:00.656 | 0:03.478 |
| 13 | 26 | Olivier Panis            | Ligier-Mugen-Honda   | G     | 1:31.842 | 0:00.240 | 0:03.718 |
| 14 | 3  | Ukyō Katayama            | Tyrrell-Yamaha       | G     | 1:32.087 | 0:00.245 | 0:03.963 |
| 15 | 23 | Pierluigi Martini        | Minardi-Ford         | G     | 1:32.259 | 0:00.172 | 0:04.135 |
| 16 | 29 | Jean-Christophe Boullion | Sauber-Ford          | G     | 1:33.166 | 0:00.907 | 0:05.042 |
| 17 | 9  | Massimiliano Papis       | Footwork-Hart        | G     | 1:34.154 | 0:00.988 | 0:06.030 |
| 18 | 24 | Luca Badoer              | Minardi-Ford         | G     | 1:34.556 | 0:00.402 | 0:06.432 |
| 19 | 10 | Taki Inoue               | Footwork-Hart        | G     | 1:35.323 | 0:00.767 | 0:07.199 |
| 20 | 21 | Pedro Diniz              | Forti-Ford           | G     | 1:36.023 | 0:00.700 | 0:07.899 |
| 21 | 16 | Bertrand Gachot          | Pacific-Ford         | G     | 1:36.076 | 0:00.053 | 0:07.952 |
| 22 | 22 | Roberto Moreno           | Forti-Ford           | G     | 1:36.651 | 0:00.575 | 0:08.527 |
| 23 | 4  | Mika Salo                | Tyrrell-Yamaha       | G     | 1:48.639 | 0:11.988 | 0:20.515 |
| 24 | 17 | Andrea Montermini        | Pacific-Ford         | G     | 1:52.398 | 0:03.759 | 0:24.274 |
| P  | Nr | Kierowca                 | Konstruktor(-silnik) | Opony | Czas     | Odstęp   | Strata   |

### Wyścig
| P                 | + / –     | Nr | Kierowca                 | Konstruktor        | Opony | Okr. | Czas / Strata | Komentarz              |
| ----------------- | --------- | -- | ------------------------ | ------------------ | ----- | ---- | ------------- | ---------------------- |
| 1                 | 4         | 2  | Johnny Herbert           | Benetton-Renault   | G     | 61   | 1h34:35.093   |                        |
| 2                 | 4         | 27 | Jean Alesi               | Ferrari            | G     | 61   | +0:16.479     |                        |
| 3                 | Bez zmian | 6  | David Coulthard          | Williams-Renault   | G     | 61   | +0:23.888     |                        |
| 4                 | 9         | 26 | Olivier Panis            | Ligier-Mugen-Honda | G     | 61   | +1:33.168     |                        |
| 5                 | 5         | 7  | Mark Blundell            | McLaren-Mercedes   | G     | 61   | +1:48.172     |                        |
| 6                 | 6         | 30 | Heinz-Harald Frentzen    | Sauber-Ford        | G     | 60   | +1 okr.       |                        |
| 7                 | 8         | 23 | Pierluigi Martini        | Minardi-Ford       | G     | 60   | +1 okr.       |                        |
| 8                 | 15        | 4  | Mika Salo                | Tyrrell-Yamaha     | G     | 60   | +1 okr.       |                        |
| 9                 | 7         | 29 | Jean-Christophe Boullion | Sauber-Ford        | G     | 60   | +1 okr.       |                        |
| 10                | 8         | 24 | Luca Badoer              | Minardi-Ford       | G     | 60   | +1 okr.       |                        |
| 11                | 2         | 14 | Rubens Barrichello       | Jordan-Peugeot     | G     | 59   | +2 okr.       | kolizja z Blundellem   |
| 12                | 9         | 16 | Bertrand Gachot          | Pacific-Ford       | G     | 58   | +3 okr.       |                        |
| Niesklasyfikowani |           |    |                          |                    |       |      |               |                        |
|                   |           | 22 | Roberto Moreno           | Forti-Ford         | G     | 48   |               | silnik                 |
|                   |           | 1  | Michael Schumacher       | Benetton-Renault   | G     | 45   |               | kolizja z Hillem       |
|                   |           | 5  | Damon Hill               | Williams-Renault   | G     | 45   |               | kolizja z Schumacherem |
|                   |           | 9  | Massimiliano Papis       | Footwork-Hart      | G     | 28   |               | poślizg                |
|                   |           | 3  | Ukyō Katayama            | Tyrrell-Yamaha     | G     | 22   |               | brak paliwa            |
|                   |           | 17 | Andrea Montermini        | Pacific-Ford       | G     | 21   |               | poślizg                |
|                   |           | 8  | Mika Häkkinen            | McLaren-Mercedes   | G     | 20   |               | elektryka              |
|                   |           | 28 | Gerhard Berger           | Ferrari            | G     | 20   |               | koło                   |
|                   |           | 25 | Martin Brundle           | Ligier-Mugen-Honda | G     | 16   |               | poślizg                |
|                   |           | 10 | Taki Inoue               | Footwork-Hart      | G     | 16   |               | poślizg                |
|                   |           | 21 | Pedro Diniz              | Forti-Ford         | G     | 13   |               | skrzynia biegów        |
|                   |           | 15 | Eddie Irvine             | Jordan-Peugeot     | G     | 2    |               | elektryka              |
| P                 | + / –     | Nr | Kierowca                 | Konstruktor        | Opony | Okr. | Czas / Strata | Komentarz              |

### Najszybsze okrążenie
| Nr | Kierowca   | Konstruktor      | Opony | Czas     | Okr. |
| -- | ---------- | ---------------- | ----- | -------- | ---- |
| 5  | Damon Hill | Williams-Renault | G     | 1:29.752 | 37   |